# Talata Vohimena
Talata Vohimena è una città e comune del Madagascar situata nel distretto di Manandriana, regione di Amoron'i Mania. 
La popolazione del comune rilevata nel censimento 2001 era pari a 13 804 unità.